# 愛隣幼稚園 (大分県)
愛隣幼稚園（あいりんようちえん）は、大分県大分市南太平寺にある認定こども園。

## 沿革
アメリカ南メソヂスト監督教会の女性宣教師アイダ・M・ウォースによって、1909年（明治42年）4月に大分市荷揚町の大分女子尋常高等小学校前に設立された。
日本のプロテスタント教派の合同以降は日本基督教団大分教会によって経営が行われた。1974年に学校法人を設立し、現在の設置者は学校法人大分愛隣学園となっている。また、同時期に現在地の南太平寺に移転した。
2021年11月に園舎を新築し、2022年4月に認定こども園に移行した。